# (512142) 2015 PQ112
(512142) 2015 PQ112 es un asteroide perteneciente al cinturón de asteroides, región del sistema solar que se encuentra entre las órbitas de Marte y Júpiter.
Fue descubierto el 18 de julio de 2015 por el equipo del telescopio Pan-STARRS desde el observatorio de Haleakala.

## Designación y nombre
Designado provisionalmente como 2015 PQ112.

## Características orbitales
2015 PQ112 está situado a una distancia media del Sol de 3,008 ua, pudiendo alejarse hasta 3,112 ua y acercarse hasta 2,903 ua. Su excentricidad es 0,035 y la inclinación orbital 5,657 grados. Emplea 1905,09 días en completar una órbita alrededor del Sol.

## Características físicas
La magnitud absoluta de 2015 PQ112 es 17,07.